# Le Recoux
Le Recoux (okcitán nyelven Lo Rocòs) korábbi község Franciaország déli részén, Lozère megyében. 2011-ben 126 lakosa volt.
2017. január 1-jén négy másik korábbi községgel egyesült és az így létrejött Massegros Causses Gorges új község része lett.

## Fekvése
Le Recoux a Causse de Sauveterre mészkőfennsík nyugati peremén fekszik, 870 méteres (a községterület 788-1016 méteres) tengerszint feletti magasságban, Le Massegros-tól 4 km-re északnyugatra, Lozère és Aveyron megyék határán.
Nyugatról Sévérac-le-Château (Aveyron), délről Le Massegros, keletről Saint-Georges-de-Lévéjac, északról pedig La Tieule községekkel határos.
Le Recoux-t a D67-es megyei út köti össze Le Massegros-val és La Tieule-ön (6,5 km) keresztül Banassac-kal (18 km). Sévérac-le-Château felé (7 km) a D235-ös út teremt összeköttetést.
A községhez tartoznak Le Maynard, Le Mazet és Le Tensonnieu települések.

## Története
Le Recoux a történelmi Gévaudan és Rouergue tartományok határán fekszik. A 14. században vár állt itt, melynek kápolnáját 1312-ben említik először írott források. Ez a kápolna a ma is álló plébániatemplom elődje, a vár nyomtalanul elpusztult az idők folyamán.
A községnek 1800-ban volt a legtöbb lakosa (450 fő).

### Demográfia
| Év   | Lakosság |
| ---- | -------- |
| 1793 | 308      |
| 1851 | 366      |
| 1876 | 326      |
| 1901 | 288      |
| 1936 | 177      |

| Év   | Lakosság |
| ---- | -------- |
| 1946 | 148      |
| 1954 | 154      |
| 1962 | 136      |
| 1968 | 133      |

| Év   | Lakosság |
| ---- | -------- |
| 1975 | 126      |
| 1982 | 117      |
| 1990 | 114      |
| 1999 | 110      |
| 2010 | 125      |

## Nevezetességei
- A Notre-Dame templom a 12. században épült román stílusban. Harangtornya, berendezése és kapuzata 19. századi. A templom melletti temető a 17. század óta létezik.
- A község területén több 17-18. századi tanya- és farmépület (Kép) maradt fenn (Le Bétonès, Tensonnieu).[3]
- Útmenti feszületek Le Maynard (1787) és Le Tensonnieu (19. század) településeken, 1745-ben emelt kőkereszt Le Recoux-ban.
- Le Tensonnieu településen 1618-ből származó kősztélé található.
- Aven de Peyrol (zsomboly)

## Kapcsolódó szócikk
- Lozère megye községei